# هوندا سي بي إف500
هوندا سي بي أف500(بالإنجليزية: Honda CBF500)‏ هي دراجة نارية من تصنيع هوندا.